# O Rapto de Rebecca (Delacroix)
O Rapto de Rebecca (The Abduction of Rebecca, em inglês) é uma pintura a óleo sobre tela de 1846 do mestre francês da época do romantismo Eugène Delacroix que se encontra actualmente no Metropolitan Museum of Art de Nova Iorque.
Ao longo da sua carreira, Delacroix inspirou-se nas novelas de Walter Scott, um dos autores favoritos dos românticos franceses. Esta pintura retrata uma cena de Ivanhoe, em que Rebecca, uma jovem judaica, que havia sido presa no castelo de Front de Boeuf, que se vê ao fundo em chamas, é levada por dois aios sarracenos comandados pelo cobiçoso cavaleiro cristão Bois-Guilbert.

## Descrição
As poses contorcidas e interligadas e o espaço compactado, que passa abruptamente de um patamar elevado e através de um vale profundo para um castelo em fundo, criam um sentimento de dramatismo intenso. Para além da natureza morta no canto inferior esquerdo, o único elemento de calma é a própria Rebecca.
Os críticos censuraram as qualidades românticas do quadro quando foi apresentado no Salon de pintura de 1846. Contudo, Baudelaire fez a seguinte apreciação: "A pintura de Delacroix é como a natureza; tem horror ao vazio".

## Ligação externa
- «Página oficial» (em inglês). do Metropolitan Museum of Art